# Arenaria mattfeldii
Arenaria mattfeldii là loài thực vật có hoa thuộc họ Cẩm chướng. Loài này được Baehni mô tả khoa học đầu tiên năm 1937.